# Acanthermia umbrata
Acanthermia umbrata är en fjärilsart som beskrevs av William Schaus 1914. Acanthermia umbrata ingår i släktet Acanthermia och familjen nattflyn. Inga underarter finns listade i Catalogue of Life.